# Gao'an
För andra betydelser, se Gao'an (olika betydelser).
Gao'an, tidigare romaniserat Kaoan, är stad på häradsnivå som lyder under Yichuns stad på prefekturnivå i Jiangxi-provinsen i sydöstra Kina. Det ligger omkring 67 kilometer sydväst om provinshuvudstaden Nanchang.

## Källa
1. ↑  ”worldpostmarks.net”. Arkiverad från originalet den 2 januari 2015. https://web.archive.org/web/20150102101710/http://worldpostmarks.net/HTML%20Countries/china.htm. Läst 22 juli 2015.